# Bertie Mee
Pour les articles homonymes, voir Mee.
Bertie Mee, né le 25 décembre 1918 à Bullwell, près de Nottingham, et mort le 22 octobre 2001, est un footballeur et un entraîneur britannique.

## Biographie
Il débuta à Derby County FC puis Mansfield Town mais une blessure mit très tôt un terme à sa carrière de joueur. Il rejoignit alors le corps médical de l'armée britannique, suivit une formation de physiothérapeute, et y passa six ans atteignant le grade de sergent. Il succéda à Billy Milne au sein du staff d'Arsenal Football Club.
Après le limogeage de Billy Wright en 1966, il fut nommé au poste de manager. Arsenal n'avait plus gagné de trophée depuis 1953, mais sous la direction de Mee un groupe de jeunes joueurs comprenant Charlie George, John Radford et Ray Kennedy commença à se révéler. Arsenal atteignit deux fois consécutivement la finale de la League Cup en 1968 et 1969, mais fut battu par Leeds United puis Swindon Town. La saison suivante, le club remporta son premier titre européen en battant le RSC Anderlecht en finale de la Coupe des Villes de Foires, l'ancêtre de la Coupe UEFA.
Arsenal remporta ensuite le doublé en 1971. L'issue du championnat se décida même à White Hart Lane, sur le terrain des rivaux de toujours Tottenham, lors du dernier match de la saison. Cinq jours plus tard Arsenal remportait la Cup en battant le Liverpool Football Club 2-1 à Wembley, le but victorieux étant inscrit durant les prolongations par Charlie George.
Par la suite Bertie Mee ne réussit pas à s'appuyer sur ces succès pour conquérir de nouveaux titres, en 1972 Arsenal s'inclina de nouveau face à Leeds United, cette fois en finale de la Cup, et le club sombra peu à peu dans l'anonymat. Mee présenta sa démission en 1976, il a ensuite rejoint Watford en tant qu'assistant de Graham Taylor. Il fut chargé du recrutement, puis fit partie de la direction du club jusqu'à son départ à la retraite, en 1991.
En 1984 Bertie Mee reçu le titre de membre de l'Ordre de l'Empire britannique, il est décédé en 2001 à l'âge de 82 ans.

## Carrière de joueur
- 1938 : Derby County
- 1939 : Mansfield Town

## Carrière d'entraîneur
- 1966-1976 : Arsenal

## Palmarès d'entraîneur
- Coupe des villes de foires :
  - Vainqueur : 1970
- Première Division :
  - Vainqueur : 1970-71
  - Vice-champion : 1972-73
- FA Cup :
  - Vainqueur : 1971
  - Finaliste : 1972
- League Cup
  - Finaliste : 1968, 1969

Trophées individuels :
- Manager de l'année : 1971
- Ordre de l'Empire britannique : 1984
- English Football Hall of Fame : 2008